# منطقه کوتا تینگی
منطقه کوتا تینگی (به انگلیسی: Kota Tinggi District) یک منطقه در ایالت جوهر، مالزی است. این منطقه با مساحتی بالغ بر ۳٬۴۸۸٫۷ کیلومتر مربع (۱٬۳۴۷ مایل مربع)، بزرگ‌ترین منطقه در ایالت جوهر است. جمعیت این منطقه در سال ۲۰۲۰، ۲۲۲٬۳۸۲ نفر بود. شهر اصلی منطقه، کوتا تینگی است.